# Ordynacja Teplicka
Ordynacja Teplicka – została założona na bazie klucza teplickiego dóbr odziedziczonych przez Aleksandrę Potocką – wnuczkę Szczęsnego Potockiego. W czasach, kiedy kluczem władała żona Potockiego – Zofia, obejmował on 38 wsi (łącznie z 22 wsiami oddanymi Zofii z innych kluczy zamieszkiwało go „22 tysiące dusz męskich”). W czasach Aleksandry Potockiej klucz obejmował 20 600 dziesięcin „używalnej ziemi”. Po jej bezpotomnej śmierci ordynację (do której zaliczały się również dobra sitowickie) odziedziczył, jako jej I ordynat Konstanty Józef Potocki.
Ordynacja faktycznie przestała istnieć w wyniku przewrotu bolszewickiego i powstania sowieckiej Ukrainy.

## Ordynaci
- 1892-1909 Konstanty Józef Potocki (1846–1909), I ordynat
- 1909-1920 Franciszek Salezy Potocki, II ordynat